# 金家湾駅
金家湾駅（きんかわん-えき）は、中華人民共和国重慶市大渡口区にある重慶軌道交通2号線の駅である。 駅番号は2/21。

## 歴史
- 2014年12月30日 開業

## 駅構造
相対式ホーム2面2線である
| 2号線ホーム (3F) | 相対式ホーム            |
| 2号線ホーム (3F) | ←2号線 大坪・較場口方面 |
| 2号線ホーム (3F) | 2号線 魚洞方面→         |
| 2号線ホーム (3F) | 相対式ホーム            |